# Squid Ink Lodge
Squid Ink Lodge è il centotrentatreesimo album in studio del chitarrista statunitense Buckethead, pubblicato il 21 gennaio 2015 dalla Hatboxghost Music.

## Il disco
Centotreesimo disco appartenente alla serie "Buckethead Pikes", si tratta del secondo dei sei dischi pubblicati dal chitarrista durante il mese di gennaio 2015.

## Tracce
Musiche di Buckethead.
1. Old Lunch Pale – 9:07
2. Squid Ink Lodge – 15:45
3. Drawing in the Dirt – 5:20

## Formazione
- Buckethead – chitarra, basso, programmazione